# 皮亚卡图
皮亚卡图是巴西圣保罗州的一个市镇。总面积232.543平方公里，总人口5472人，人口密度23.5人/平方公里。